# Великі рівнини

Розташування Великих рівнин на мапі США

40° пн. ш. 100° зх. д. / 40° пн. ш. 100° зх. д.
Вели́кі рівни́ни (англ. Great Plains) — передгірне плато у США та Канаді на сході від Скелястих гір. Висота приблизно 800—1700 метрів над рівнем моря. Довжина 3 600 кілометрів. Ширина від 500 до 800 кілометрів. Загальна площа Великих рівнин становить приблизно 1 300 000 км2. Клімат досить суворий з холодними зимами та спекотним літом. На рівнинах дмуть сильні вітри. Серед великих річок, які протікають по Великих рівнинах, слід виділити Міссурі, Платт, Арканзас, Колорадо, Пекос. Природна рослинність переважно степова, на півночі — лісостеп, на півдні — савани.
Розвідані такі корисні копалини: нафта, природний газ, буре та кам'яне вугілля, калійні солі.
На території рівнин розташовані такі провінції Канади: Альберта, Манітоба, Саскачеван. Штати США: Нью-Мексико, Оклахома, Техас, Колорадо, Канзас, Небраска, Вайомінг, Монтана, Північна Дакота, Південна Дакота.